# Le Fantôme de Mozart
Le Fantôme de Mozart (titre original : Il fantasma di Mozart) est un roman de l'écrivain italien Laura Mancinelli publié en 1986,.

## Résumé
Une jeune fille est harcelée au téléphone et quand elle décroche elle n'entend que des morceaux de musique de Mozart selon un ordre préétabli ; une fois la Sérénade Haffner et une fois après un menuet pris de Don Giovanni.
La protagoniste tente ainsi de démasquer le mystérieux appelant. L'histoire prend ainsi les cadences rythmées d'une œuvre amusante, sur le fond d'un Turin magique et obscur.
L'enquête sur l'identité de ce « fantôme  »  qui occupe toute la première partie du roman met en évidence toute une série de personnages et de situations surréelles et caricaturales mais la panne des lignes téléphoniques finit par faire taire le mystérieux inconnu,.

## Adaptations
En mars 2021 une initiative appelée « Mozart à Turin » née de la collaboration de l'Unione Musicale,, du Conservatoire Giuseppe-Verdi et du Teatro stabile à l'occasion du 250ème anniversaire du séjour du jeune compositeur dans la ville de Savoie, propose avec des lectures sous forme de "concert narré" par l'actrice Olivia Manescalchi quelques extraits de : Amadé, Le fantôme de Mozart et la nouvelle intitulée L'ultimo postiglione.

## Traduction en français
- Le Fantôme de Mozart / trad. par Bruno Cocquio, éditeur Solin, 1989[10]